# Bagger–Lambert–Gustavssonova akcija
V teoretični fiziki v sklopu M-teorije je akcija za N=8 M2 brane v polnem takšna (nekaj indeksov je skritih):
{\displaystyle S=\int {\left(-{\frac {1}{2}}D^{\mu }X_{I}D_{\mu }X_{I}+{\frac {i}{2}}{\overline {\Psi }}\Gamma ^{\mu }D_{\mu }\Psi +{\frac {i}{4}}{\overline {\Psi }}\Gamma _{IJ}\left[X^{I},X^{J},\Psi \right]-{\frac {1}{12}}\left[X^{I},X^{J},X^{K}\right]\left[X^{I},X^{J},X^{K}\right]+{\frac {1}{2}}\varepsilon ^{abc}Tr(A_{a}\partial _{b}A_{c}+{\frac {2}{3}}A_{a}A_{b}A_{c})\right)}d\sigma ^{3}}
kjer je [, ] posplošitev oklepaja Lie, kar nam da konstante grupe.
Edina združljiva rešitev je:
{\displaystyle \left[A,B,C\right]_{\eta }\equiv \varepsilon ^{\mu \nu \tau \eta }A_{\mu }B_{\nu }C_{\tau }}
kjer uporabljamo Levi-Civitajev simbol, ki je invarianta pod rotacijami SO(4). M5 brane se lahko vpeljejo z uporabo neskončne simetrijske grupe.
Akcija je poimenovana po Jonathanu Baggerju, Neilu Lambertu in Andreasu Gustavssonu.